# Sarojini Jugnauth
Sarojini Ballah, Người phụ nữ đáng kính Jugnauth (thường được gọi là Lady Sarojini Jugnauth), cựu vợ của Thủ tướng Mauritius là vợ của Ngài Anerood Jugnauth. Trước đây bà giữ vị trí từ 1982 đến 1995 và từ 2000 đến 2003, gần đây nhất là từ 2014 đến 2017. Bà là Đệ nhất phu nhân của Mauritius từ năm 2003 đến 2012 khi chồng bà làm Chủ tịch nước. bà là một giáo viên tiểu học chuyên nghiệp và là mẹ của Shalini Malhotra và Pravind Jugnauth.
Bà đóng một vai trò tích cực trong các hoạt động xã hội là người bảo trợ của các tổ chức từ thiện khác nhau và cũng tham gia vào các hoạt động chính trị khác nhau để hỗ trợ gia đình và đảng của bà. Trong những năm qua, bà thường giữ tỷ lệ tán thành cao với tư cách là vợ của thủ tướng. bà đã trở thành một chủ đề gây tranh cãi vào năm 1992 khi ngân hàng của Mauritius phát hành một rupee. 20 lưu ý với hình nộm của bà ấy trên đó. Lễ khánh thành ghi chú được thực hiện bởi chồng và các thành viên khác của chính phủ. Trong khi các thành viên của phe đối lập đã quyết liệt tấn công thủ tướng và chính phủ của ông ta để tiến hành chính trị độc tài. Sau đó nó được phát hiện là một món quà sinh nhật của Ngài Anerood cho bà. Do áp lực khác nhau từ các đảng chính trị khác và sự phổ biến của chính phủ khi đó, bức thư sau đó đã bị xóa khỏi lưu thông trong khi thủ tướng Jugnauth xin lỗi trước quốc hội rằng đó là một sai lầm mà ông vô cùng xin lỗi. Chính phủ sụp đổ vào năm 1995 sau khi mất cuộc tổng tuyển cử.

## Cuộc sống cá nhân
Sarojini Ballah kết hôn với Ngài Anerood Jugnauth vào ngày 18 tháng 12 năm 1957, bà có hai con, Shalini (hiện là Bà. Malhotra) và Pravind là cựu Phó Thủ tướng, Bộ trưởng Bộ Tài chính và Phát triển Kinh tế. Bà là bà của năm đứa cháu đó là Anusha, Divya, Sonika, Sonali và Sara.